# Frantzdy Pierrot
Frantzdy Pierrot, né le 29 mars 1995 au Cap-Haïtien à Haïti, est un footballeur international haïtien. Il joue au poste d'attaquant à l'AEK Athènes.

## Biographie

### Jeunesse
Frantzdy Pierrot naît le 25 mars 1995 à Cap-Haïtien. Son père quitte Haïti pour rejoindre les États-Unis. Là-bas, il cumule le travail d’enseignant et de conducteur de bus afin de faire des économies pour faire venir sa famille. Alors que Frantzdy est âgé de douze ans, il s'envole, avec sa mère et ses trois frères, pour Boston aux États-Unis.

### En club
Alors qu'en janvier 2018, il allait signer un contrat professionnel en Major League Soccer, deux agents de joueurs belges (Manuel Ponce & Aref Said) le repèrent, ils convaincront Frandtzy et sa famille de venir en Belgique pour y jouer en Jupiler Pro league.
À son arrivée en Belgique, ils le feront s'entraîner avec l'équipe première du FCV Dender EH et jouer les matchs avec la réserve. Il suivra aussi des entraînements spécifiques avec Kevin Nicaise et Etienne Hubert afin d'être prêt pour la D1 belge. 
Au mercato, le RE Mouscron décide de lui offrir un contrat professionnel de quatre ans. Cependant, un an plus tard, le 22 août 2019, il s'engage pour quatre ans en faveur de l'EA Guingamp, en Ligue 2.
Après quinze buts en Ligue 2 et alors qu'il lui reste un an de contrat avec le club breton, il s'engage le 1er juillet 2022 avec le Maccabi Haïfa. Le club israëlien le recrute contre une indemnité de transfert estimée à 1,6 million d'euros.

### En équipe nationale
Il joue son premier match en équipe nationale le 10 septembre 2018, contre l'équipe de Sint Maarten. Lors de ce match, il inscrit deux buts et délivre deux passes décisives. Les Haïtiens s'imposent sur le très large score de 13-0. Toutefois, Sint Maarten n'étant pas affiliée à la FIFA, ce match n'est pas reconnu par cette instance. Il joue son deuxième match en équipe nationale le 16 octobre 2018, contre Sainte-Lucie (victoire 1-2). Cette fois-ci, le match est bien reconnu par la FIFA.
Le 6 juin 2019, il participe à un match amical contre le Chili où il ouvre le score, en dépit de la défaite de son équipe (1-2). Le dimanche 16 juin, il marque à nouveau un très précieux doublé pour son pays face à Bermudes lors de la Gold Cup 2019.
Cette performance fait de lui le second joueur haïtien à mettre un doublé dans un match de Gold Cup, après Jean-Eudes Maurice, en 2013, face à Trinité-et-Tobago.